# Aridarum crassum
Aridarum crassum är en kallaväxtart som beskrevs av S.Y.Wong och Peter Charles Boyce. Aridarum crassum ingår i släktet Aridarum och familjen kallaväxter. Inga underarter finns listade.